# Ockragumpad flugsnappare
Ockragumpad flugsnappare (Bradornis comitatus) är en fågel i familjen flugsnappare inom ordningen tättingar. Den förekommer i delar av västra och centrala Afrika. Beståndet anses vara livskraftigt.

## Utseende och läte
Ockragumpad flugsnappare är en skiffergrå flugsnappare med tydligt ljust på strupe och ögonbrynsstreck. Den kan förväxlas med andra afrikanska flugsnappare, men har karakteristisk upprätt hållning samt huvudteckning. Sången är varierande, bestående av klara visslingar och andra ljud, avgivna i grupper om två till tio. Bland lätena hörs ljusa "sip sip" och sträva "zrt".

## Utbredning och systematik
Ockragumpad flugsnappare förekommer i delar av västra och centrala Afrika. Den delas in i tre underarter med följande utbredning:
- Bradornis comitatus aximensis – förekommer från Sierra Leone och sydöstra Guinea till södra Nigeria
- Bradornis comitatus camerunensis – förekommer vid berget Kamerun
- Bradornis comitatus comitatus – förekommer från Kamerun söderut till nordvästra Angola, österut till södra Centralafrikanska republiken, norra och centrala Demokratiska republiken Kongo, sydvästligaste Sydsudan och Uganda

### Släktestillhörighet
Tidigare fördes den till Muscicapa, men DNA-studier visar att arterna i släktet inte är varandras närmaste släktingar. Vissa inkluderar camerunensis i nominatformen.

## Levnadssätt
Ockragumpad flugsnappare hittas i skogsbryn utmed vägar, i gläntor och öppningar, och till och med i jordbruksbygd, alltså i öppnare miljöer än de flesta andra flugsnappare. Den är vida spridd men ofta förbisedd, ibland förekommande högt upp i bergstrakter. Fågeln bygger sitt bo i gamla övergivna vävarbon.

## Status
Arten har ett stort utbredningsområde och beståndet anses stabilt. Internationella naturvårdsunionen IUCN listar den därför som livskraftig (LC).